# Kim Gannon
Kim Gannon, Geburtsname: James Kimball Gannon, (* 18. November 1900 in Brooklyn, New York; † 29. April 1974 in Lake Worth, Florida) war ein US-amerikanischer Liedtexter und Gelegenheitskomponist.

## Leben
Gannons Eltern waren jüdischer Abstammung und lebten zur Zeit seiner Geburt in Brooklyn. Alsbald nach der Geburt des Sohnes zogen sie nach New Jersey um, wo er aufwuchs und in Montclair die Highschool besuchte. Dort war er auch Mitglied der Omega Gamma Delta Bruderschaft. Nach seinem Abschluss an der Highschool nahm er ein Studium der Rechtswissenschaften an der St. Lawrence University auf, um Rechtsanwalt zu werden. An der Albany Law School legte er 1934 sein Examen ab.
Sein erstes Lied, für das er 1939 den Text schrieb, war For Tonight. 1942 entstand der Song Moonlight Cocktail, der mit dem Glenn Miller Orchestra eingespielt, im selben Jahr für zehn Wochen der meistverkaufte Song in den Vereinigten Staaten war. Daraufhin begann Gannon Texte für Filmsongs zu schreiben. Sein in Zusammenarbeit mit Ernesto Lecuona (Musik) entstandener Titelsong Always in My Heart für den gleichnamigen Film (deutscher Titel Im Schatten des Herzens) wurde 1943 in der Kategorie „Bester Song“ für einen Oscar nominiert, konnte sich jedoch gegen Irving Berlins White Christmas aus Musik, Musik (Holiday Inn) nicht durchsetzen. 1945 wurde Gannon wiederum zusammen mit Walter Kent für einen Oscar in der Kategorie „Bester Song“ nominiert, diesmal für ihr Lied Too Much in Love aus dem Film Song of the Open Road. Die Auszeichnung ging jedoch an Jimmy Van Heusen und Johnny Burke für ihr Lied Swinging on a Star aus dem Film Der Weg zum Glück (Going My Way). Im dritten Jahr fast in Folge wurden Walter Kent und Kim Gannon 1946 wiederum für den Oscar nominiert. Diesmal mit ihrem Lied Endlessly aus dem Film Earl Carroll Vanities. Aber auch im dritten Anlauf konnten sie nicht gewinnen, sondern mussten Richard Rodgers und Oscar Hammerstein mit ihrem für den Film Jahrmarkt der Liebe (State Fair) geschriebenen Song It Might as Well Be Spring den Vortritt lassen.
1951 wandte Gannon sich dann dem Broadway zu und schrieb zusammen mit dem Komponisten Walter Kent Titel für die am Broadway aufgeführte Musicalkomödie Seventeen. Eine weitere Zusammenarbeit gab es mit den Komponisten J. Fred Coots, Josef Myrow, Jule Styne, Luckey Roberts und Max Steiner, einem der erfolgreichsten Filmmusikkomponisten.
Gannon starb im Alter von 73 Jahren in seinem letzten Wohnsitz in Lake Worth in Florida.

## Filmografie (Auswahl)
- 1942: Im Schatten des Herzens (Always in My Heart)
- 1943: The Powers Girl
- 1943: Follies Girl
- 1944: Schweinchen Dick legt ein Ei (Swooner Crooner) Kurzfilm
- 1944: Song of the Open Road
- 1944: Three Little Sisters
- 1945: Hitchhike to Happiness
- 1947: Der schwarze Reiter (Angel and the Badman)
- 1948: Johnny Appleseed
- 1948: Musik, Tanz und Rhythmus (Melody Time)
- 1948: Erbe des Henkers (Moonrise)
- 1949: Sprung in den Tod (White Heat)

in nachfolgenden Filmen und Fernsehformaten findet der Song I’ll Be Home for Christmas (Text: Kim Gannon, Musik: Walter Kent) Verwendung:
- 1985: Wenn Träume wahr wären (One Magic Christmas)
- 1987: Lethal Weapon – Zwei stahlharte Profis
- 1987: Die Muppets feiern Weihnacht (A Muppet Family Christmas)
- 2004: Der Polarexpress
- 2007: Gilmore Girls (Fernsehserie, Folge Santa’s Secret Stuff)
- 2008: Mein Schatz, unsere Familie und ich (Four Christmases)
- 2010: Die Simpsons (Fernsehserie, Folge The Fight Before Christmas)
- 2012: The Tonight Show with Jay Leno (Talkshow, 2 Folgen)

## Auszeichnungen
– Oscarnominierungen –
- 1943: Für Always in My Heart aus dem gleichnamigen Film
- 1945: Für Too Much in Love aus Song of the Open Road
- 1946: Für Endlessly aus Earl Carroll Vanities